# Expédition des Toulounides en Ifriqiya
L'expedition des Toulounides à Ifriqiya est une campagne menée par al-Abbas ibn Ahmed ibn Touloun (en), contre les Aghlabides, avec l'aide du gouverneur Rostémide du Nefoussa, Ilyas ibn al-Mansur al-Nefoussi. L'armée Toulounide fut vaincu.

## Contexte
Al-Abbas ibn Ahmed ibn Touloun (en), le fils aîné d'Ahmad Ibn Touloun, a mené une rébellion contre son père, rassemblant ses partisans et une armée composée de 10 000 Zanjis et de 5 000 chameaux. Il s'est dirigé vers l'Ifriqiya, convaincu que son père ne le poursuivrait pas là-bas, étant loin de l'Égypte. De plus, il affirma faussement avoir été nommé Gouverneur de l'Ifriqiya par le calife Al-Mu’tamid et il exigea une reconnaissance de la part de l'émir aghlabide Ibrahim II. Indigné par cette audace, Ibrahim II envoya une force de cavalerie à Labda pour l'affronter.

## Campagne
Après la retraite de l'armée d'Ibrahim II dirigée par Muhammed Ibn Qurhub, qui avait été intimidée par Al-Abbas, Labda tomba lorsque celui-ci se rendit, laissant la ville vulnérable à la dévastation alors qu'il fuyait vers Tripoli Al-Abbas assiège Tripoli durant l'hiver de 880. En réponse, Ibrahim II demanda de l'aide aux Rostémides de Tahert, qui envoyèrent le chef ibadite du Djebel Nefoussa, Ilyas ibn al-Mansur, avec 12 000 hommes. Ilyas ibn al-Mansur défait Al-Abbas à Qasr Hatim, ce qui conduit Al-Abbas à se rendre compte de l'épuisement de ses forces et de ses ressources en déroute,,, Il se retire précipitamment en Égypte, où il engage une bataille avec les troupes de son père à Alexandrie. Cependant, il est défait par les forces loyales de son père et capturé, perdant ainsi son droit à la succession au trône toulounide.